# Stanislav Neckář
Stanislav Neckář (* 22. Dezember 1975 in České Budějovice, Tschechoslowakei) ist ein ehemaliger tschechischer Eishockeyspieler, der im Verlauf seiner aktiven Karriere zwischen 1991 und 2006 unter anderem 539 Spiele für die Ottawa Senators, New York Rangers, Phoenix Coyotes, Tampa Bay Lightning und Nashville Predators in der National Hockey League auf der Position des Verteidigers bestritten hat. Mit den Tampa Bay Lightning gewann Neckář im Jahr 2004 den Stanley Cup. Ebenso wurde er im 1996 mit der tschechischen Nationalmannschaft Weltmeister.

## Karriere
Stanislav Neckář begann seine Karriere als Eishockeyspieler in der Jugend des TJ Písek. Später wechselte er zum HC České Budějovice, für dessen Profimannschaft er von 1991 bis 1994 aktiv war. Bereits 1992 wurde er beim CHL Import Draft als 21. Spieler von den Windsor Spitfires gezogen, verblieb aber in der Tschechoslowakei. Anschließend wurde er im NHL Entry Draft 1994 in der zweiten Runde als insgesamt 29. Spieler von den Ottawa Senators aus der National Hockey League (NHL) ausgewählt wurde.
Im Sommer 1994 wechselte der Verteidiger nach Nordamerika und war die folgenden vier Jahre für Ottawa in der NHL aktiv, ehe er am 27. November 1998 im Tausch für Bill Berg und ein Zweitrunden-Wahlrecht im NHL Entry Draft 1999 an die New York Rangers abgegeben wurde. Nach nur 18 Spielen verließ der Verteidiger die Rangers bereits wieder und lief in den folgenden beiden Jahren für die Phoenix Coyotes auf, die ihn gegen Jason Doig und ein Sechstrunden-Wahlrecht im NHL Entry Draft 1999 eingetauscht hatten. Von 2001 bis 2004 stand der Tscheche bei den Tampa Bay Lightning unter Vertrag, mit der er in der Saison 2003/04 den prestigeträchtigen Stanley Cup gewann. Zudem stand er in derselben Spielzeit in einem Spiel für deren Ligarivalen Nashville Predators auf dem Eis, zu denen er im Sommer 2003 als Free Agent gewechselt war, anschließend aber in einem Transfergeschäft im März 2004 wieder nach Tampa zurückgeholt worden war.
Während des Lockouts in der NHL-Saison 2004/05 spielte Neckář für seinen Ex-Klub HC České Budějovice in der zweitklassigen tschechischen 1. Liga und erreichte dort den Aufstieg in die Extraliga. Auch nach der Wiederaufnahme des Spielbetrieb in der NHL in der Saison 2005/06 blieb der Linksschütze in Europa, wo er bei Södertälje SK in der schwedischen Elitserien im Anschluss an diese Spielzeit seine Karriere im Alter von 30 Jahren beendete.

### International
Für die Tschechoslowakei nahm Neckář an der Junioren-Weltmeisterschaft 1993 teil, bei der er mit seiner Mannschaft den dritten Platz belegte. Für Tschechien nahm er an der Weltmeisterschaft 1996, bei der das Team Weltmeister wurde, und am World Cup of Hockey 1996 teil.

## Erfolge und Auszeichnungen
- 1993 Bronzemedaille bei der Junioren-Weltmeisterschaft
- 1996 Goldmedaille bei der Weltmeisterschaft
- 2004 Stanley-Cup-Gewinn mit der Tampa Bay Lightning
- 2005 Meister der 1. Liga und Aufstieg in die Extraliga mit dem HC České Budějovice

## Karrierestatistik

### International
| Vertrat Tschechoslowakei bei: - Junioren-Weltmeisterschaft 1993 | Vertrat Tschechien bei: - Weltmeisterschaft 1996 - World Cup of Hockey 1996 |

(Legende zur Spielerstatistik: Sp oder GP = absolvierte Spiele; T oder G = erzielte Tore; V oder A = erzielte Assists; Pkt oder Pts = erzielte Scorerpunkte; SM oder PIM = erhaltene Strafminuten; +/− = Plus/Minus-Bilanz; PP = erzielte Überzahltore; SH = erzielte Unterzahltore; GW = erzielte Siegtore; 1 Play-downs/Relegation; Kursiv: Statistik nicht vollständig)